# Frank Leskaj
Frank Leskaj (ur. 16 kwietnia 1971 w Filadelfii) – albański pływak.
W 1992 wystartował w jedynych w swojej karierze letnich igrzyskach olimpijskich. Albańczyk startował w trzech konkurencjach pływackich. W konkurencji 50 m stylem dowolnym uzyskał rezultat czasowy 0:24,72 plasujący go na 50. pozycji, w konkurencji 100 m tym samym stylem uzyskał rezultat 0:55,80 i zajął 62. pozycję, natomiast w konkurencji 100 m stylem klasycznym uzyskał rezultat 1:14,28 i zajął 56. pozycję.